# Kamienice ormiańskie

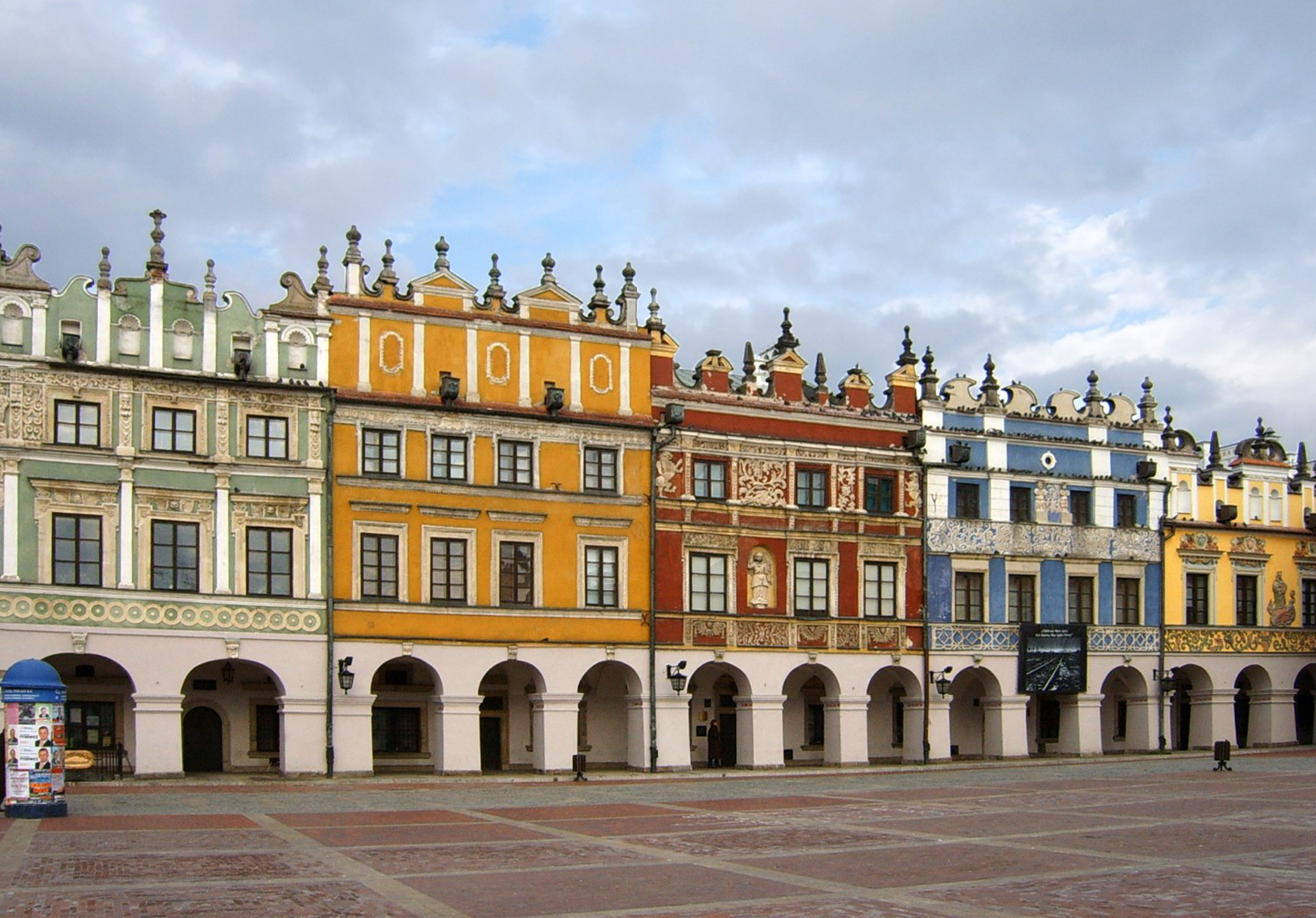
Kamienice ormiańskie (nr-y od lewej:30-28-26-24-22)

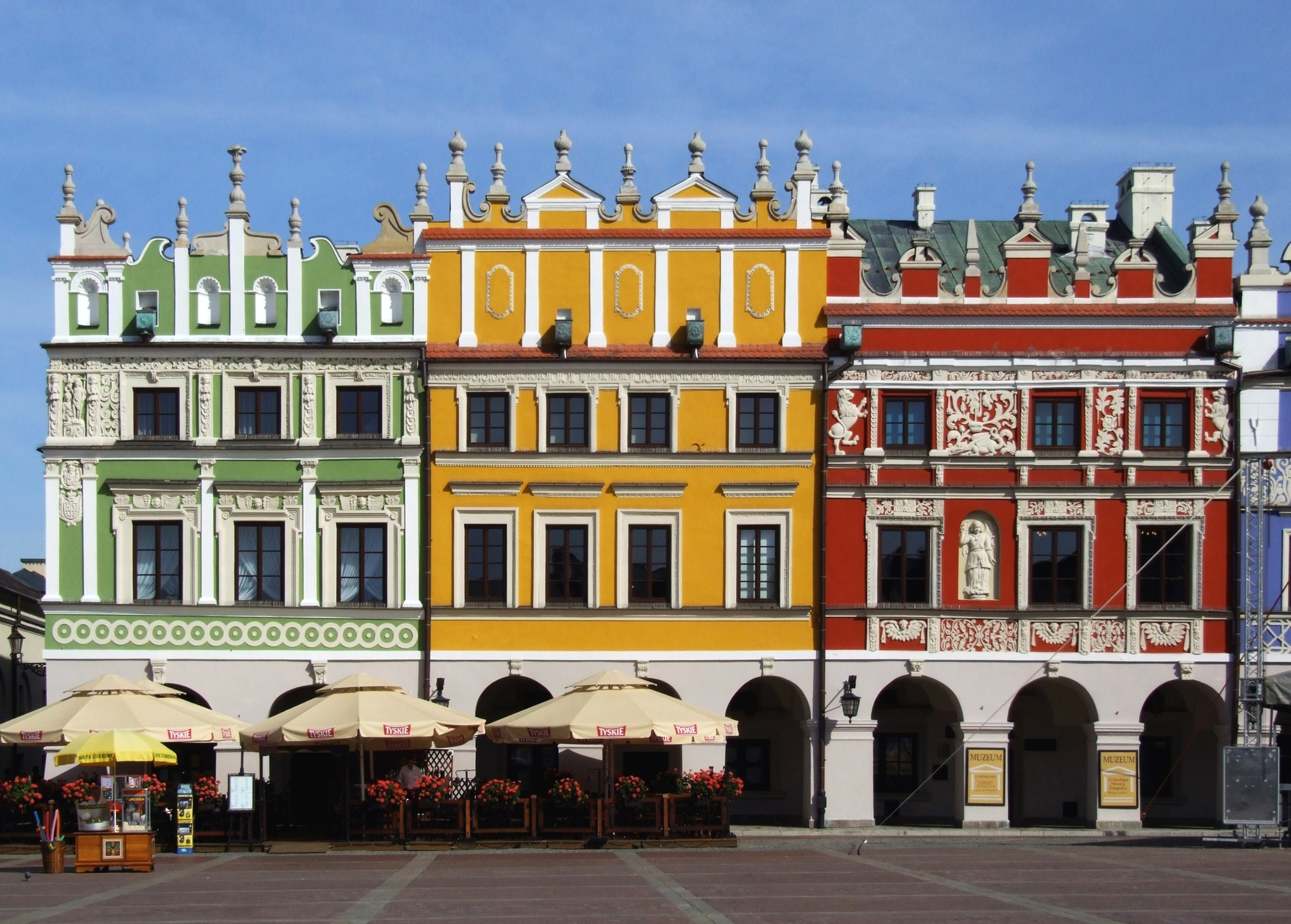
Kamienice ormiańskie

Kamienice ormiańskie – zabytkowe manierystyczno-barokowe kamienice na Starym Mieście w Zamościu, położone w północnej pierzei Rynku Wielkiego, przy ulicy Ormiańskiej.
Ta część Zamościa została przyznana przez założyciela miasta, Jana Zamoyskiego, Ormianom, stąd nazwa ulicy oraz kamienic. Powstały one głównie w połowie XVII wieku i podobnie jak w pozostałych pierzejach Rynku posiadają podcienie. Każda należała do różnych posiadaczy, a po II wojnie światowej przeszły w posiadanie państwa (ostatnimi właścicielami byli głównie Żydzi). Szczególny wygląd ma 5 kamienic na prawo od ratusza – są ozdobione płaskorzeźbami, fryzami, ornamentami oraz attykami, jakie przywrócono podczas renowacji Starego Miasta w latach 70. XX wieku pod kierownictwem architekta Wiktora Zina.
18 kamienic jest wpisanych do rejestru zabytków.

## Charakterystyka obiektów
- Ormiańska 22 (żółta) – kamienica Pod Madonną lub Sołtanowska. Powstała w połowie XVII wieku w miejscu drewnianej, jaką nabył kupiec Sołtan Sachwelowicz. Posiada bogate dekoracje w stylu manierystycznym i wczesnobarokowym w różnych kolorach, są to m.in. płaskorzeźba przedstawiająca Madonnę z Dzieciątkiem depczącą smoka, pas fryzu pod oknami składający się z kwiatów i owoców, ozdobne obramienia okien wraz z płaskorzeźbami nad nimi oraz attyki z pustymi niszami zwieńczonymi muszlą. W odróżnieniu od sąsiednich kamienic, składa się z dwóch kondygnacji (parter i piętro). Obecnie, wraz z kamienicami od tyłu (przy ul. I. Pereca), zajęta jest przez Liceum Plastyczne i mieści się tu jedna z galerii tej szkoły (Galeria „Pod Madonną”).

- Ormiańska 24 (niebieska) – kamienica Pod Małżeństwem lub Szafirowa (kolor). Wybudowana przed połową XVII wieku, znajdowała się w posiadaniu wielu różnych właścicieli. Od sąsiednich wyróżnia się dwoma pasami fryzu o orientalnym charakterze (dolny prostszy z liniami i górny o bogatszym wyglądzie roślinnym). Między oknami drugiego piętra znajdują się dodatkowo niewielkie płaskorzeźby dwóch postaci – mężczyzny i kobiety (stąd nazwa). Wraz z kolejnymi trzema kamienicami, stanowi siedzibę Muzeum Zamojskiego.

- Ormiańska 26 (czerwona) – kamienica Pod Aniołem, Pod Lwami lub Bartoszewiczów. Wzniesiona w latach 1632–1634 przez jej pierwszego właściciela Gabriela Bartoszewicza. Jest bogato ozdobiona różnymi płaskorzeźbami, są to m.in. dwa lwy oraz smok ze skrzydłami między oknami drugiego piętra, a pod nim Archanioł Gabriel w niszy. Posiada też liczne orientalne fryzy roślinne – ciągły, szerszy pas nad arkadami i węższy górny nad oknami – oraz osobne nad oknami pierwszego piętra; w każdym znajdują się głowy aniołów (różnej wielkości). Podczas II wojny światowej w tej właśnie kamienicy utworzono Muzeum Miejskie, dlatego tu znajduje się główne wejście do współczesnego Muzeum Zamojskiego.

- Ormiańska 28 (ciemnożółta) – kamienica Rudomiczowska. Zastąpiła, podobnie jak kamienica „Pod Madonną”, poprzednią drewnianą w połowie XVII stulecia i początkowo stanowiła własność Bazylego Rudomicza (profesora dawnej Akademii Zamojskiej), w późniejszych latach w posiadaniu innych osób. W porównaniu do sąsiednich jest skromniej ozdobiona i ma nieco surowszy wygląd, posiada jedynie wyraźne obramienia okien i fryz nad ich rzędem z drugiego piętra, ale wyróżnia się najwyższymi attykami. Wraz z sąsiednimi zajęta jest przez Muzeum Zamojskie.

- Ormiańska 30 (zielona) – kamienica Wilczkowska. Położona na rogu ulic Ormiańskiej i Solnej, tuż obok ratusza, powstała w II poł. XVII wieku (prawdopodobnie również w miejscu poprzedniej drewnianej) dla rodziny Wilczków. Ozdobiona fryzami i płaskorzeźbami zarówno od strony Rynku, jak i ul. Solnej. W narożu II piętra przedstawiają one Matkę Boską Niepokalanego Poczęcia (od strony ul. Solnej) oraz św. Jana Chrzciciela udzielającego chrztu Jezusowi Chrystusowi (od strony Rynku), zaś niżej są inne płaskorzeźby, odpowiednio: ze św. Janem Ewangelistą oraz św. Tomaszem (patronem miasta) z trzema włóczniami, a pod nim herb rodziny Koniecpolskich. Zdobią ją także fryzy (prostszy, kolisty pod oknami pierwszego piętra oraz roślinny pod attykami), bogate obramienia okien (z aniołami nad oknami pierwszego piętra) i pilastry między nimi oraz puste nisze z motywem muszlowym. W odróżnieniu od poprzednich kamienic, posiada dwie, a nie trzy arkady. Poza Muzeum Zamojskim, mieści się w niej także restauracja oraz biuro turystyczne.

Kamienice zajęte przez Muzeum Zamojskie (24, 26, 28 i 30) posiadają także bogaty wystrój wewnątrz, wyróżniają się też portalami wejściowymi w podcieniu oraz innymi ozdobami (kartusze, lawaterz). Inne kamienice, bez attyk i większych ozdób, jakie również znajdowały się w posiadaniu Ormian, to kamienice pobliskiej, wschodniej pierzei Rynku Wielkiego (między ulicami Grodzką i Ormiańską).